# Europäisches Jahr der Bürgerinnen und Bürger
Das Europäische Jahr der Bürgerinnen und Bürger ist das am 21. November 2012 vom Rat der Europäischen Union und dem Europäischen Parlament auf Vorschlag der Europäischen Kommission beschlossene Europäische Jahr 2013.

## Hintergrund
Anlass für das Europäische Jahr 2013 ist der 20. Geburtstag der Unionsbürgerschaft, die am 1. November 1993 mit dem Vertrag von Maastricht eingeführt wurde. Mit der Unionsbürgerschaft sind Rechte verbunden, etwa das Recht auf Freizügigkeit und freie Wahl des Wohnortes innerhalb der EU, das Recht, im EU-Ausland zu studieren oder dort an Wahlen auf kommunaler Ebene teilzunehmen oder das Recht auf konsularische Betreuung im EU-Ausland durch Vertretungen anderer Mitgliedstaaten.
Die zentrale Eröffnungsfeier des Europäischen Jahres der Bürgerinnen und Bürger fand am 10. Januar in Dublin, Irland statt. Die Abschlussfeier ist für den 13. Dezember in Vilnius, Litauen geplant.

## Zielsetzungen
Im Jahr vor den Wahlen zum Europäischen Parlament 2014 soll das Europäische Jahr 2013 ein stärkeres Bewusstsein für die mit der Unionsbürgerschaft verbundenen Rechte schaffen und zeigen, wo Politiken der Europäischen Union konkreten Mehrwert für die EU-Bürger erzielen. Schließlich verfolgt das „Bürgerjahr“ das Ziel, die in der EU vorhandenen Kanäle für Partizipation der EU-Bürger am europäischen Gesetzgebungsprozess (wie z. B. Konsultationen oder die Europäische Bürgerinitiative) bekannt zu machen.

## Umsetzung
Die Aktivitäten im Rahmen des Europäischen Jahres werden weitgehend dezentral umgesetzt. Hierzu stellt jeder EU-Mitgliedstaat ein nationales Programm auf. Die Europäische Kommission (federführend ist die Generaldirektion Kommunikation) unterstützt die nationalen Programme mit einer europaweiten Kommunikationsstrategie und Informationsmaterial in allen 24 EU-Sprachen.
Seinen Schwerpunkt im Europäischen Jahr hat außerdem der „Bürgerdialog“, eine Dialog-Reihe der Europäischen Kommission in allen Mitgliedstaaten der EU, in deren Rahmen ein EU-Kommissar mit interessierten Bürgern über die Europa diskutiert.
Auf europäischer Ebene ist die European Year of Citizens Alliance, ein Netzwerk von 56 Organisationen, für die zivilgesellschaftliche Begleitung des Jahres zuständig.

## Das Europäische Jahr 2013 in Deutschland
In Deutschland ist das Auswärtige Amt federführend und verantwortlich für das nationale Programm, das Bundesministerium für Familie, Senioren, Frauen und Jugend für die Ansprache von Jugendlichen. Die Kontaktstelle für zivilgesellschaftliche Organisationen zum Europäischen Jahr 2013 ist bei der Europäischen Bewegung Deutschland eingerichtet. Deutsche Koordinierungsstelle der European Year of Citizens Alliance ist das Bundesnetzwerk Bürgerschaftliches Engagement.
Den Auftakt der Aktivitäten zum Europäischen Jahr in Deutschland bildete ein Bürgerdialog mit Kommissions-Vizepräsidentin Viviane Reding am 10. November 2012 in Berlin. Es folgten Bürgerdialoge am 8. Mai 2013 in Düsseldorf (mit Energiekommissar Günther Oettinger) und am 16. Juli 2013 in Heidelberg (erneut mit Viviane Reding). Weitere Bürgerdialoge waren am 28. Oktober in Potsdam, am 31. Oktober in Wiesbaden, am 8. November in Oldenburg, am 15. November in Chemnitz und am 28. November in Bonn geplant.
Am 8. Mai 2013 wurde im Rahmen der Feierlichkeiten zum Europatag der zweite Unionsbürgerschaftsbericht vorgestellt. Der Bericht steht unter dem Motto „EU-Bürger: Ihre Rechte, Ihre Zukunft“ und bildet den Leitfaden für die zukünftigen Maßnahmen der Kommission zur Stärkung der Bürgerrechte.
Die Kontaktstelle für die Zivilgesellschaft in Deutschland für das Europäische Jahr der Bürgerinnen und Bürger nahm ihre Arbeit im Februar 2013 auf und gibt seitdem in regelmäßigen Abständen einen Newsletter heraus, der über Aktivitäten, Termine und Hintergründe des Europäischen Jahres informiert. Ein ebenfalls von der Kontaktstelle herausgegebenes Faltblatt fasst Partizipationsmöglichkeiten, Kontaktadressen und Angebote der europäischen Institutionen für Bürgerinnen und Bürger zusammen.

## Das Europäische Jahr 2013 in Österreich
In Österreich ist das Bundesministerium für europäische und internationale Angelegenheiten für das nationale Programm verantwortlich.